# Vaniškovce
Vaniškovce (ungarisch Iványos – bis 1907 Van[y]iskóc) ist eine Gemeinde im Osten der Slowakei mit 401 Einwohnern (Stand 31. Dezember 2024). Sie gehört zum Okres Bardejov, einem Kreis des Prešovský kraj, und wird zur traditionellen Landschaft Šariš gezählt.

## Geographie
Die Gemeinde befindet sich in den Niederen Beskiden, noch genauer im südwestlichen Teil des Berglands Ondavská vrchovina, auf einem Rücken zwischen den Tälern von Hrabovec und Sekčov sowie am linken Ufer des letztgenannten Flusses. Das Ortszentrum liegt auf einer Höhe von 367 m n.m. und ist 20 Kilometer von Bardejov entfernt (Straßenentfernung).
Nachbargemeinden sind Bartošovce im Norden, Janovce im Nordosten und Osten, Raslavice (Ortsteile Nižné Raslavice und Vyšné Raslavice) im Südosten und Süden und Osikov im Westen.

## Geschichte
Vaniškovce wurde zum ersten Mal 1345 als Iuanusfalua schriftlich erwähnt, weitere historische Bezeichnungen sind unter anderen Janusfalua (1392), Vanisskowcze (1773) und Wanischkowce (1786). In der zweiten Hälfte des 14. Jahrhunderts war das Dorf Besitz des Geschlechts Perényi. 1427 wurden 16 Porta verzeichnet. Ende des 17. Jahrhunderts war Vaniškovce nur noch ein Weiler, im 18. Jahrhundert aber wieder in stärkerem Maße besiedelt. Im 19. Jahrhundert besaßen die Familien Dessewffy und Hodoss Ortsgüter.
1787 hatte die Ortschaft 29 Häuser und 249 Einwohner, 1828 zählte man 48 Häuser und 385 Einwohner (darunter zahlreiche Untermieter), die als Landwirte beschäftigt waren. 1850–1900 wanderten viele Einwohner aus.
Bis 1918 gehörte der im Komitat Sáros liegende Ort zum Königreich Ungarn und kam danach zur Tschechoslowakei beziehungsweise heute Slowakei. In der ersten tschechoslowakischen Republik waren die Einwohner als Landwirte, Waldarbeiter sowie als Bauarbeiter tätig. Nach dem Zweiten Weltkrieg pendelte ein Teil der Einwohner zur Arbeit in Industriebetriebe in Bardejov und Košice, weiter waren sie bei den Staatsbetrieben ČSD und ČSAD beschäftigt, die örtliche Einheitliche landwirtschaftliche Genossenschaft (Abk. JRD) wurde im Jahr 1959 gegründet.
Von 1986 bis 1990 war Vaniškovce Ortsteil der Gemeinde Raslavice.

## Bevölkerung
| Jahr                | 1994 | 2004    | 2014     | 2024    |
| ------------------- | ---- | ------- | -------- | ------- |
| Anzahl der Personen | 343  | 335     | 385      | 401     |
| Unterschied         |      | −2,33 % | +14,92 % | +4,15 % |

| Jahr                | 2023 | 2024 |
| ------------------- | ---- | ---- |
| Anzahl der Personen | 401  | 401  |
| Unterschied         |      | +0 % |

Nach der Volkszählung 2011 wohnten in Vaniškovce 373 Einwohner, davon 360 Slowaken. 13 Einwohner machten keine Angabe zur Ethnie.
345 Einwohner bekannten sich zur römisch-katholischen Kirche, sechs Einwohner zur griechisch-katholischen Kirche und fünf Einwohner zur Evangelischen Kirche A. B. Fünf Einwohner waren konfessionslos und bei 12 Einwohnern wurde die Konfession nicht ermittelt.

## Bauwerke
- römisch-katholische Emmerichkirche im neoklassizistischen Stil aus dem Jahr 1909[6]

## Verkehr
Nach Vaniškovce führt die Straße 3. Ordnung 3495 als Abzweig der Straße 2. Ordnung 545 zwischen Kapušany und Bardejov, zudem gibt es eine Haltestelle an der Bahnstrecke Kapušany pri Prešove–Bardejov.